# Eugène Patzig
Eugène Patzig, Justus Ernst Eugen Patzig (ur. 4 września 1852 w Wieck, powiat Greifswald, Meklemburgia, zm. 17 stycznia 1930 w Sopocie) – gdański kupiec, belgijski urzędnik konsularny.
Syn pastora Lebrechta (1811–1894). Pełnił szereg funkcji gospodarczych, m.in. był współwłaścicielem młynów – olejowego (Danziger Oelmühle) i zbożowego oraz krochmalni w Gdańsku przy Steindamm 26 (obecnie ul. Kamienna Grobla) (lata 80. XIX wieku), dyrektorem browaru Danziger Aktien-Bierbrauerei we Wrzeszczu, członkiem rady nadzorczej cukrowni w Pelplinie, zasiadał w zarządzie Korporacji Kupców (Die Korporation der Kaufmannschaft zu Danzig) (1889–1919). Władze Belgii powierzyły mu pełnienie funkcji konsula tego kraju (1894–1914). Był też członkiem loży masońskiej Eugenia w Gdańsku (1881–). W ostatnich latach życia mieszkał w Sopocie przy Bädeckerweg 1 (ob. ul. Władysława IV 1) (od ok. 1912–1930).